# Varga Ádám (kajakozó)
Varga Ádám (Budapest, 1999. november 20. –) kétszeres olimpiai ezüstérmes magyar kajakozó.

## Pályafutása
A 2016-os ifjúsági világbajnokságon K2 1000 méteren (Petró Erik) aranyérmes volt. Ugyanebben az évben a maratoni vb-n az ifik között győzött egyesben és párosban (Petró). A 2017-ben az ifjúsági Eb-n K1 1000 méteren lett második. Az ifi vb-n K1 500 méteren végzett az élen. A korosztályos maratoni vb-n megvédte a bajnoki címeit A 2018-as felnőtt Európa-bajnokságon K4 1000 méteren (Kammerer Zoltán, Erdőssy Csaba, Ceiner Benjámin) ötödik, 5000 méteren 11. volt. A 2019-es U23-as vb-n K1 1000 méteren harmadik, K4 500 méteren (Béke Kornél, Németh Viktor és Koleszár Mátyás) második lett. 2019 májusában Béke Kornéllal olimpiai pótkvalifikáción kvótát szereztek. Ugyanez az egység a 2021-es Európa-bajnokságon K2 1000 méteren ötödik lett. A tokiói olimpián K-1 1000 méteren ezüstérmet szerzett. Kajak kettes 1000 méteren Béke Kornéllal 12. helyen végzett.
2022 szegedi U23-as világbajnoksàgon K1 500m  ès K1 1000m aranyérmet nyert,ugyanitt K4 500m ezüstérmet szerzett.
2024 novemberében a Ferencvárosi TC versenyzője lett.

## Díjai, elismerései
- Kolonics-díj (2015)[18]
- Az év utánpótláskorú sportolója, második helyezett (2017)[19]
- A Magyar Érdemrend lovagkeresztje (2021)[20]
- A Magyar Érdemrend tisztikeresztje (2024)[21]
- Az év magyar kajakozója (2024)[22]